# Richard H. Kirk
Pour les articles homonymes, voir Kirk.
Richard Harold Kirk est un compositeur de musique électronique et artiste vidéo britannique né le 21 mars 1956 à Sheffield et mort le 21 septembre 2021.

## Biographie
Membre fondateur du groupe musical Cabaret Voltaire, qui comporte une importante discographie, Richard H. Kirk est l'un des artistes importants de la première vague de la musique dite industrielle. Il a également réalisé une cinquantaine d'albums solos et plusieurs albums réalisés en collaboration avec d'autres musiciens. Ses concerts, qu'il accompagne de ses œuvres vidéos, ont été présentés dans plusieurs lieux de diffusions et festivals. Il est également considéré comme l'un des précurseurs de la musique techno. Il meurt le 21 septembre 2021.

## Discographie
Les disques de Cabaret Voltaire jusqu'en 1983 sont composés, réalisés et produits en collaboration avec Chris Watson et Stephen Mallinder, puis de 1983 à 1993 en duo avec Mallinder seulement. Les autres projets sont réalisés en solo par Richard H. Kirk sauf dans le cas du projet Sweet Exorcist sur étiquette Warp qui est un duo avec DJ Parrot.
Kirk utilise jusqu'à trente pseudonymes. Les principaux pseudonymes qu'il utilise pour signer son travail en solo, outre son propre nom, sont Electronic Eye et Sandoz.

### Cabaret Voltaire
- 1979 : Mix-Up, Rough Trade (LP/CD)
- 1980 : 1974 - 1976, Industrial Records/Mute (LP/CD)
- 1980 : Live at the YMCA 27.10.79, Rough Trade (LP/CD)
- 1980 : Three Mantras, Rough Trade (LP/CD)
- 1980 : The Voice of America, Rough Trade (LP/CD)
- 1981 : Live at the Lyceum CABS 13, The Grey Area of Mute (LP/CD)
- 1981 : Red Mecca, Rough Trade (LP/CD)
- 1982 : The Pressure Company- Live in Sheffield 19 Jan 82 Solid 1, Paradox (LP/CD)
- 1982 : 2x45, Rough Trade (LP/CD)
- 1982 : Hai!(en concert), Rough Trade (LP/CD)
- 1982 : Yashar (12"), Factory
- 1983 : Johnny YesNo: Original Soundtrack, Doublevision (LP/CD)
- 1983 : The Crackdown, Some Bizarre/Virgin (LP/CD)
- 1983 : The Dream Ticket, Some Bizarre/Virgin
- 1984 : Micro-Phonies, Some Bizarre/Virgin (LP/CD)
- 1985 : The Covenant, The Sword And The Arm Of The Lord, Virgin (Album, LP, CD)
- 1986 : The Drain Train, Doublevision (LP/CD)
- 1987 : Code, Parlophone (LP/CD)
- 1988 : Eight Crepuscule Tracks, Les disques du Crépuscule, (LP, CD)
- 1990 : Groovy, Laidback And Nasty, EMI, (LP, CD)
- 1990 : The Living Legends (1975-1980), Mute Records
- 1991 : Body and soul, Les Disques du crépuscule (CD)
- 1991 : Colors, Plastex (Lp, CD)
- 1991 : Cabaret Voltaire / The Pressure Company - The Drain Train / Live In Sheffield 19 Jan 82, The Grey Area (CD)
- 1992 : Technology : Western Re-Mix, Virgin (CD)
- 1992 : Plasticity, Plastex (CD)
- 1993 : International Language, Plastex (CD)
- 1994 : The Conversation, Plastex/Apollo (CD)
- 1998 : Radiation, BBC Recordings 84-86, NMC Music (Comp, LP, CD)
- 2001 : Cabaret Voltaire – Conform To Deform '82 / '90. Archive, Virgin (3XCD)
- 2002 : Live At The Hacienda. '83 / '86; 11.08.83 / 19.02.86, Cherry Red, Cherry Red Films, NMC Music (Comp, LP, CD, DVD)
- 2003 : Cabaret Voltaire – Methodology '74 / '78. Attic Tapes, Mute, NMC Music (3XCD, 7XLP)
- 2009 : Kora! Kora! Kora! (The Cabaret Voltaire Versions), Shiva Records (CD)
- 2009 : Archive (Live At The Town & Country Club, London 12th February 1986), Intone (11xFile, AAC)
- 2009 : Archive (Live At The Town & Country Club, London 11th February 1986), Intone (9xFile, AAC)
- 2009 : Archive (Live At The Leadmill, Sheffield 30th November 1984), Intone (9xFile, AAC)
- 2009 : Archive (Live At The Venue, London 8th June 1982)), Intone (9xFile, AAC)
- 2010 : The Tivoli Vs Cabaret Voltaire - National Service Rewind, Shiva Records (CD)
- 2013 : Archive #828285 Live, Intone, (3XCD)
- 2011 : Johnny YesNo Redux, Mute/EMI (2xDVD, 2xCD)
- 2019 : Chance Versus Causality, The Grey Area, Mute (2xLP, CD)
- 2020 : Shadow Of Funk , Mute/EMI (EP, CD)
- 2020 : Shadow Of Fear , Mute/EMI (LP, CD)
- 2021 : Dekadrone , Mute/EMI (LP, CD)
- 2021 : BN9Drone, Mute/EMI (LP, CD)

### Richard H. Kirk
- 1978 : Disposable Half-Truths IRC 34, Industrial Records (LP/CD)
- 1983 : Time High Fiction, Doublevision (2xLP/2xCD)
- 1986 : Black Jesus Voice, Rough Trade (LP/CD)
- 1986 : Ugly Spirit, Rough Trade (LP/CD)
- 1993 : Virtual State, Warp (CD)
- 1995 : The Number of Magic, Warp (LP/CD)
- 1999 : Darkness at Noon, Touch (CD)
- 2000 : LoopStatic [amine � ring modulations], Touch
- 2011 : avec The Arpeggio 13, Anonymised, Intone Productions (File, AAC, Comp, iTu)
- 2017 : Dasein, Intone Productions (LP, CD, File, AAC, Comp, iTu)

### Autres pseudonymes ou collaborations
- 1987 : Hoodoo Talk (avec Peter Hope), Native Records (LP/CD)
- 1993 : Sweet Exorcist : C.C.C.D, Warp (LP/CD)
- 1993 : Sandoz : Digital Lifeforms, Touch (CD)
- 1994 : Sandoz : Intensely Radioactive, Touch (CD)
- 1994 : Electronic Eye : Closed Circuit, Beyond (4xLP/2xCD)
- 1995 : Electronic Eye : The Idea of Justice, Beyond (2xLP/CD)
- 1995 : Sandoz : Every Man Got Dreaming, Touch (2xLP/CD)
- 1996 : Step Write Run : Alphaphone Vol. 1, Touch (2xCD)
- 1996 : Agents With False Memories, Ash (CD) (Composé par Guy van Stratten et Richard H. Kirk)
- 1996 : Sandoz : Dark Continent, Touch (CD)
- 1997 : Nitrogen : Intoxica, Alphaphone (2xCD)
- 1997 : Dark Magus : Night Watchmen, Alphaphone (CD)
- 1997 : Sandoz : God bless the conspiracy, Alphaphone (CD)
- 1998 : Al Jabr : One Million and Three, Alphaphone (CD)
- 1998 : Trafficante : Is This Now?, Alphaphone (CD)
- 1998 : Knowledge Through Science, Blast First/Mute (CD)
- 1998 : Sandoz : Sandoz in Dub: Chant to Jah, Touch (CD)
- 2000 : Electronic Eye : Neurometrik, Alphaphone (CD)
- 2000 : Blacworld (Richard H. Kirk) : Subduing Demons (in South Yorkshire), Alphaphone (CD)
- 2001 : URP Vol.1 : Intone Unreleased Projects 1996/2000 : Disco/Tech(No)DubHouse, Sheffield/Berlin/Montréal, Intone
- 2001 : Blacworld (Richard H. Kirk) : Subduing Demons in South Yorkshire Part. 2, Intone (CD)
- 2001 : Sandoz : Afrocentris, Intone (CD)
- 2001 : Aural Illusions, Digital Terrestrial, Intone Productions (LP, AAC, Comp, iTu)
- 2001 : Orchestra Terrestrial : Here and Elsewhere, Intone Productions (CD, AAC, Comp, iTu)
- 2001 : Afro Digital : Bit Crackle, Intone Productions (File, AAC, Comp, iTu)
- 2002 : URP Vol.2 : Intone Unreleased Projects 1995/1997 : Electro/Breaks/Dub, Intone (CD)
- 2002 : Biochemical Dread : Bush Doctrine, Intone Productions (File, AAC, Comp, iTu)
- 2003 : TWAT v4.0: The War Against Terror, Intone (CD, Album, Mixed)
- 2003 : URP Vol.3 : Intone Unreleased Projects 1995/1997 : Chilles Beats/Ambient Funk/Low Flying Dub, Intone (CD)
- 2004 : Earlier / Later. Unreleased Projects Anthology 74/89, The Grey Area (2xCD)
- 2004 : Meets The Truck Bombers Of Suburbia Uptown Vol. 1 (Feat. Pat Riot), Intone Productions (CD, Album)
- 2005 : Expreso_Elektro_Congo (Intone Unreleased Projects, Vol. 4: 2003-2005, Intone Productions (File, AAC, Comp, iTu)
- 2006 : Entering Valhalla, Vol. 1: With Bass Drum and Electronic Sound, Intone Productions (File, AAC, Comp, iTu)
- 2006 : Entering Valhalla, Vol. 2: Virtual Lite, Intone Productions (File, AAC, Comp, iTu)
- 2006 : Electronic Eye : Autoshark, Intone Productions (File, AAC, Comp, iTu)
- 2006 : Electronic Eye : Autoshark - EP, Intone Productions (File, AAC, Comp, iTu)
- 2006 : Fear (No Evil), Dust Science Recordings
- 2006 : Live In The Earth: Sandoz In Dub (Chapter 2), Soul Jazz Records (CDr,File, AAC, Comp, iTu)
- 2007 : Sandoz : Sandoz In Dub: Chapter Two / Extra Time (Under the Stones), Intone Productions (File, AAC, Comp, iTu)
- 2007 : Sandoz : Live In the Earth: Sandoz In Dub, Chapter 2, Intone Productions (File, AAC, Comp, iTu)
- 2007 : Vasco De Mento : Burning the Words (Part One), Intone Productions (File, AAC, Comp, iTu)
- 2007 : Vasco De Mento : Burning the Words (Part Two), Intone Productions (File, AAC, Comp, iTu)
- 2009 : Neuroscience EP, Intone Productions (File, AAC, Comp, iTu)
- 2009 : Dollars and Cents : Unabridged Soundtrack to Future Movie, Intone Productions (File, AAC, Comp, iTu)
- 2009 : Sonic Reflections (Unreleased Soundtrack Project 1994), Intone Productions (File, AAC, Comp, iTu)
- 2009 : Sandoz : Acid Editions (303 Excursions), Intone Productions (File, AAC, Comp, iTu)
- 2011 : Reality Is Opposite, Intone Productions (File, AAC, Comp, iTu)
- 2011 : Orchestra Terrestrial : Umladen, Intone Productions (File, AAC, Comp, iTu)
- 2012 : Sandoz : Digital Life Time, Intone Productions (File, AAC, Comp, iTu)
- 2018 : Peter Hope / Richard H. Kirk : Black&White Medicine, Wrong Revolution (7xFile, WAV, Album)